# ヘモフィルス属
ヘモフィルス属(Haemophilus)とはパスツレラ科に含まれるグラム陰性多形性桿菌の一属。ヘモフィルス属菌は典型的な小桿菌であるにもかかわらず多形性とされるのは、時として形態が大きく変化するからである。基準種は H. influenzae（インフルエンザ菌）。ヘモフィルス属において著名な種として小児に敗血症や細菌性髄膜炎を引き起こすインフルエンザ菌や軟性下疳を引き起こすH. ducreyiが挙げられる。ヘモフィルス属は好気性あるいは通性嫌気性である。ほとんどの菌種で血液中のX因子及びV因子あるいはその両方を要求する。